# Оскар Гофманн
Оскар Гофманн (нім. Oskar Hofmann; 6 березня 1874, Трієст — 14 березня 1964, Відень) — австро-угорський, австрійський і німецький офіцер, генерал-майор запасу вермахту (27 серпня 1939). Кавалер лицарського хреста Військового ордена Марії Терезії.

## Біографія
Син шкільного директора. Після закінчення німецької гімназії в 1891 році вступив у Віденську військово-технічну академію. Через три роки він був призначений  в 41-й дивізійний артилерійський полк у Зальцбурзі. В 1897-99 роках служив у військовому училищі, після чого переведений в Генштаб і призначений в 30-у піхотну дивізію в Лембергу. 1 лютого 1901 року призначений в 18-й дивізійний артилерійський полку, в квітні 1906 року переведений в 5-й дивізійний артилерійський полк в Брюні. Через 4 роки його призначили інструктором корпусу офіцерської школи у Відні. Під час мобілізації призначений командиром 2-го дивізіону 1-го польового артилерійського полку 12-ї піхотної дивізії.
Протягом першого дня битви під Красником, 23 серпня 1914 року, 12-та піхотна дивізія наступала по західному флангу 1-ї армії вздовж правого берега річки Вісла із завданням забезпечити захист району Госцерадув-Аннополь. Дивізіон з трьох батарей під командуванням майора Гофмана спочатку був розміщений між селами Ґосьцерадув-Указови та Аннополь для підтримки піхотинців дивізії. Без будь-якого контакту зі своїм полком або сусідніми підрозділами, його дивізіон проскакував вперед у найбільш вірогідний напрямок російського наступу та займав вогневі позиції. Цим він успішно забезпечив крайній лівий фланг 1-ї армії, що спричинило відхід російських військ, і полегшив майже легке просування піхоти 12-ї дивізії, при цьому не втративши жодного солдата.
На знак вдячності за його виняткове керівництво дивізією 1 червня 1915 року Гофманн отримав прискорене підвищення і очолив незалежний важкий гаубичний дивізіон (з квітня — важкий польовий артилерійський полк № 11). З 1 листопада 1917 року — керівник третього відділу в австрійському міністерстві оборони. З розпуском міністерства в кінці війни він був очолив відділ військового міністерства, відповідальний за демобілізацію старої австро-угорської армії, і остаточно звільнився з військової служби 1 жовтня 1920 року. Після звільнення працював цивільним державним службовцем.

## Нагороди
- Військова медаль (Австро-Угорщина)
- Ювілейна пам'ятна медаль 1898
- Ювілейний хрест
- Хрест «За військові заслуги» (Австро-Угорщина)
  - 3-го класу
  - 3-го класу з військовою відзнакою і мечами (1916)
- Бронзова медаль «За військові заслуги» (Австро-Угорщина) з мечами
- Орден Леопольда (Австрія), лицарський хрест з військовою відзнакою
- Військовий Хрест Карла
- Залізний хрест 2-го класу
- Військовий орден Марії Терезії, лицарський хрест (11 грудня 1925) — за заслуги в боях 23 серпня 1914 року.
- Пам'ятна військова медаль (Австрія) з мечами
- Почесний хрест ветерана війни з мечами